# Arc diaphragme
Pour les articles homonymes, voir diaphragme.

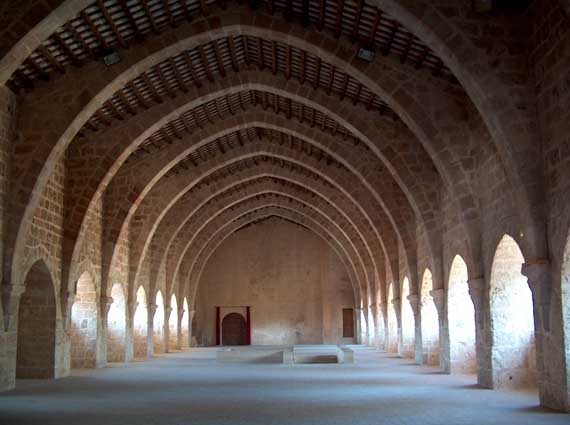
Arcs diaphragmes dans le dortoir du monastère de Santes Creus (Catalogne).

Un arc diaphragme est un arc qui porte un muret de refend dont les deux faces sont visibles. Il peut soutenir une voûte aussi bien qu'un plafond ou une charpente ou séparer deux parties d'un édifice. Il est en plein cintre ou brisé. Les arcs diaphragmes sont transversaux pour la plupart comme les arcs-doubleaux. Ceux qui reposent sur des piliers ou des colonnes engagées dans les murs portent la section de mur diaphragme au-dessus de l'arc. Par contre, ceux dont le départ se fait en hauteur à partir « de supports engagés dans les murs longitudinaux du vaisseau » portent en grande partie la section de mur de chaque côté de la courbe de l'arc.
L'arc diaphragme est connu depuis l'Antiquité. Son usage est répandu dans l'empire nabatéen avant l'ère chrétienne et à l'époque parthe au 2 apr. J.-C., chez les Omeyyades au VIIIe siècle puis chez les Romains. Il réapparaît à l'époque carolingienne et dans les églises ottoniennes puis romanes, particulièrement en Normandie et en Auvergne. Il est caractéristique de l'architecture catalane en soutien de charpente apparente depuis la fin du XIIe siècle Il est présent sous la même forme dans le sud de la France au XIIIe siècle  et s'y répand communément vers le XVIe siècle dans les édifices civils aussi bien que religieux.

## Fonctions de l'arc diaphragme

### Porteur de charpente
Le système arcs diaphragmes sous charpente était déjà utilisé en Syrie au IIe siècle. Le rôle de l'arc diaphragme consiste à soutenir les fermes ou directement les pannes de la charpente en permettant « de répartir le poids des poussées vers les murs ou les contreforts ». 
- En Catalogne, il apparaît au XIe siècle dans les petites églises romanes et s'applique très ordinairement aux bâtiments utilitaires du XIIe siècle et par la suite aux églises gothiques des XIVe siècle et XVe siècle, devenant ainsi une caractéristique marquante de l'architecture catalane[6],[7].
- Au Portugal, le système existe aussi depuis le XIIe siècle près de la frontière espagnole mais aussi dans le sud du pays et a certainement été utilisé bien plus largement encore[8].

- En France, le système existe au moins depuis le XIIIe siècle en Ardèche[9] se généralisant dans le sud au XIVe siècle pour les bâtiments religieux inaugurant ainsi le style « gothique régional[10] » et au XVIe siècle en Aveyron dans les bâtiments agricoles.
- En Italie, aux XIIIe e et XIVe siècles, les charpentes soutenues par des arcs diaphragmes font leur apparition dans les bâtiments conventuels de Fossanova et Casamari dans le Latium et dans de nombreuses églises en Ombrie, ainsi que dans des grands édifices civils comme le Palazzo del Capitano à Orvieto mais on en retrouve dans tout le nord et le centre d'Italie[11].

Dans les églises les plus anciennes et de proportions modestes, les arcs prennent appui sur le sol accompagnés de part et d'autre d'une large portion de mur diaphragme qui leur donne un aspect très rustique. On retrouve ce cas de figure dans l'architecture vernaculaire en Catalogne mais aussi dans le sud de la France jusqu'au XIXe siècle.

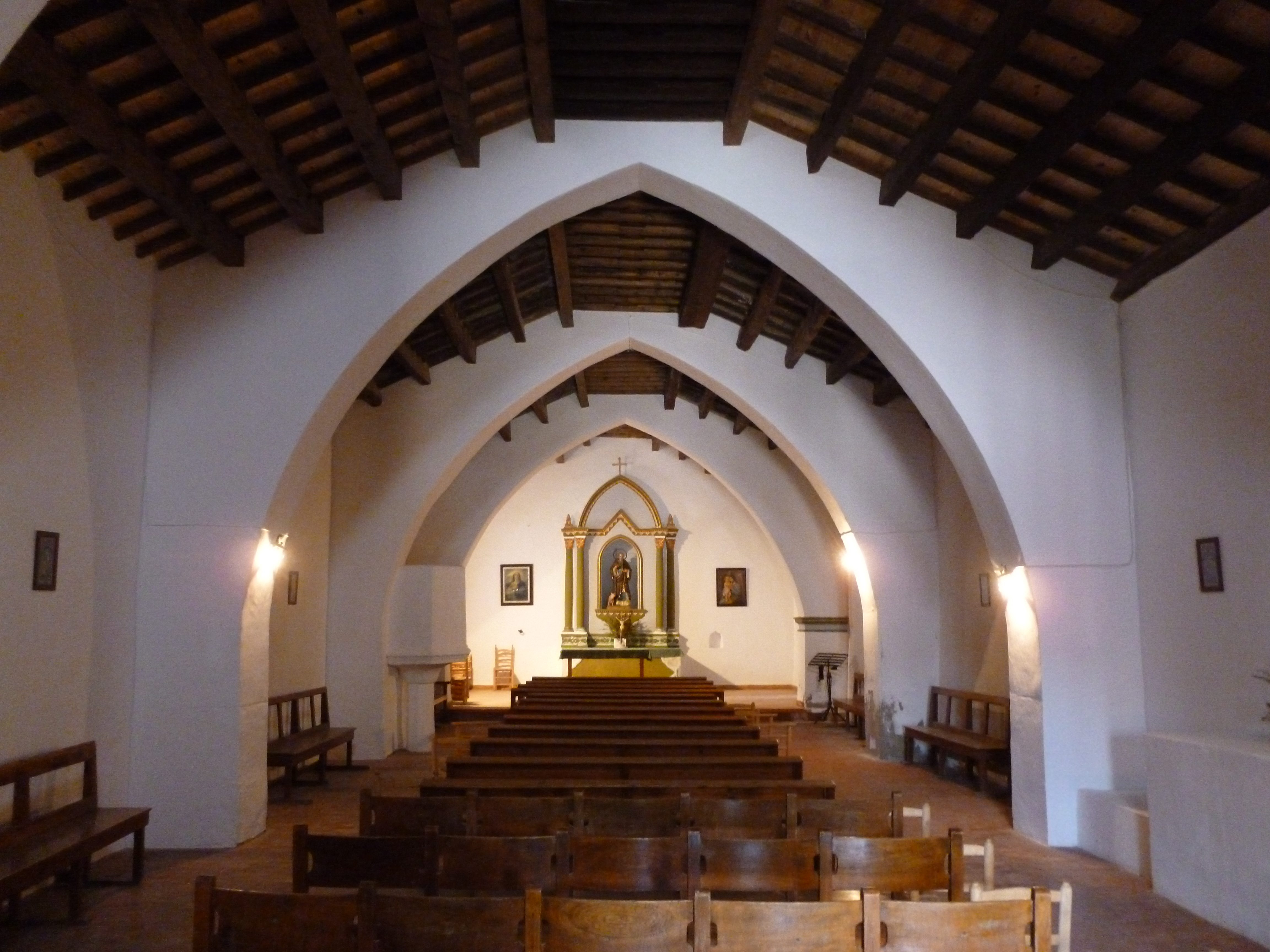
Arcs diaphragmes en arc brisé prenant appui sur le sol dans une église rurale espagnole.
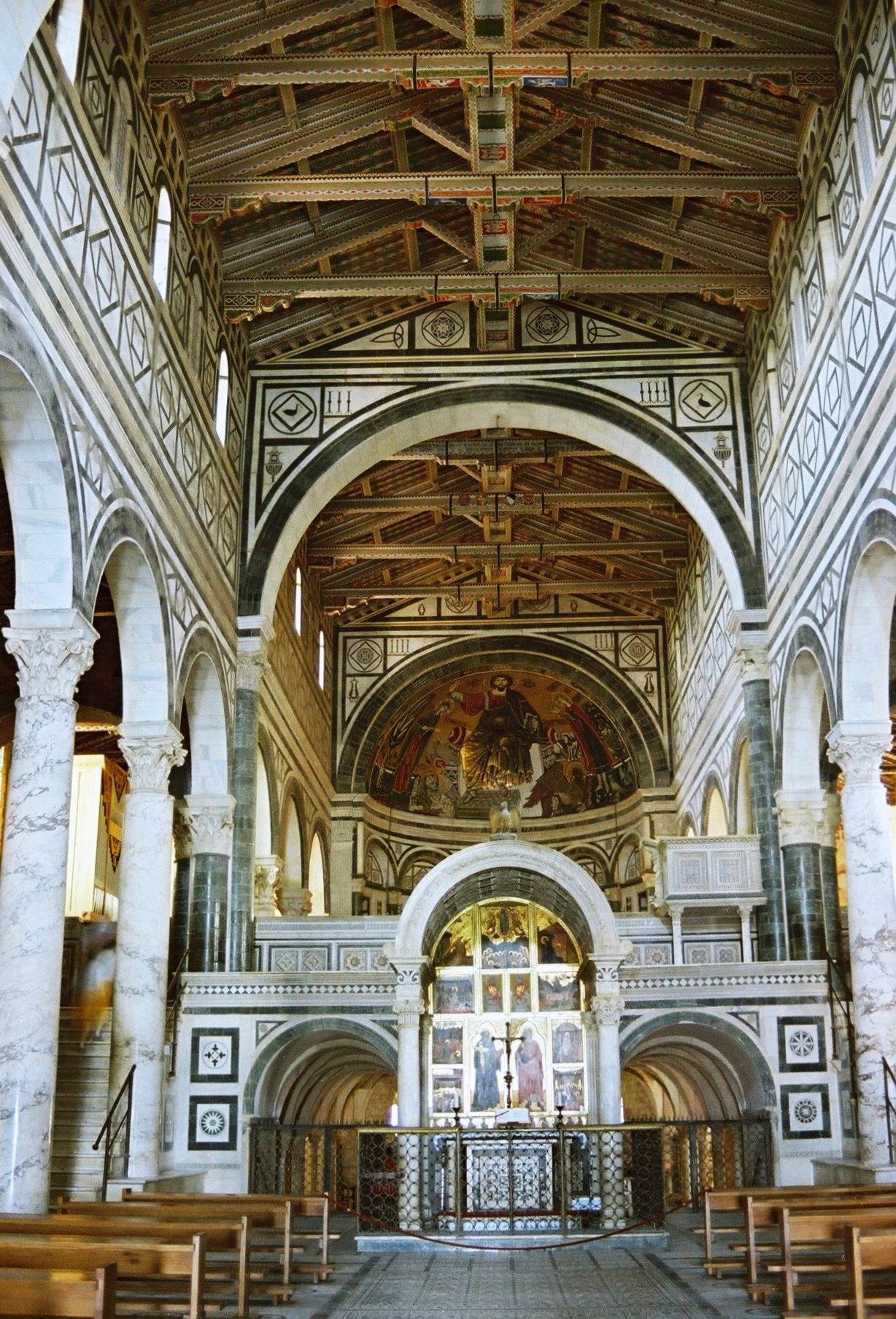
Les arcs diaphragmes plein cintre prennent appui sur de fines colonnes.
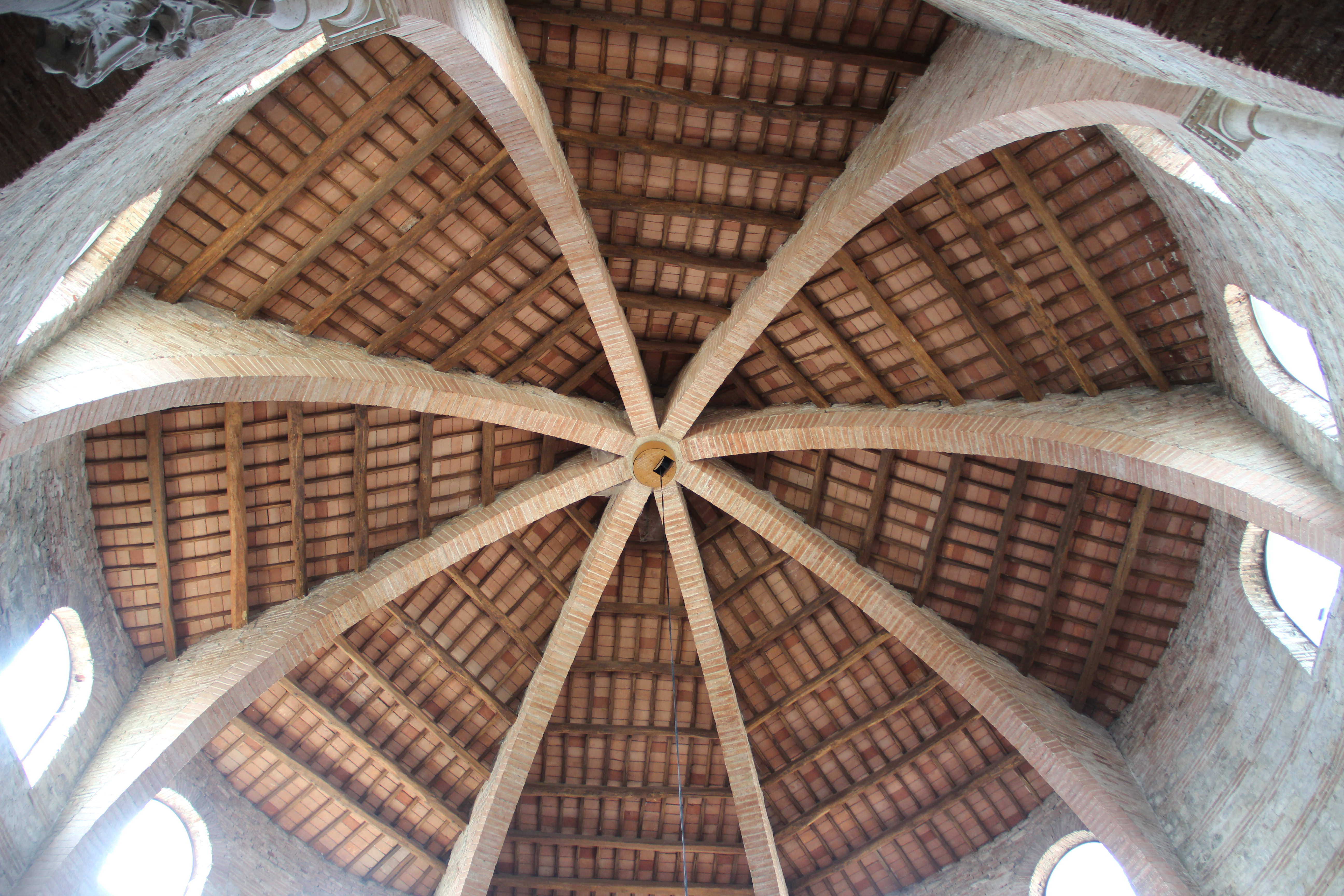
Arcs diaphragmes rayonnants ou ogives diaphragmes.

Les arcs diaphragmes sont transversaux pour la plupart. Mais ils peuvent aussi être rayonnants, c'est-à-dire qu'ils se croisent au milieu de la surface recouverte, on les appelle alors des « ogives diaphragmes ».

### Coupe-feu
Selon  Auguste Choisy, l'arc diaphragme peut jouer un rôle de coupe-feu dans les édifices non voûtés, c'est-à-dire qui ne sont pas couverts d'une voûte de pierre. Lorsque les arcs « ne pénètrent pas dans le comble », n'ayant donc aucun lien avec la charpente comme à l'église abbatiale Notre-Dame de Jumièges, ils ne pouvaient pas limiter un incendie mais servaient à conforter la solidité des murs longitudinaux.

### Arc diaphragme dans une voûte plate dallée
Les voûtes plates dallées sont en pierre. Les dalles sont posées sur des nervures, qu'elles soient arcs doubleaux,ogives ou tiercerons, mais toujours munies d'un pan de mur diaphragme. Le rôle des arcs diaphragmes parallèles ou rayonnants consiste à faire « la connexion entre le tracé courbe de l'arc et celui horizontal des dalles ».
- Les voûtes plates dallées à « arcs diaphragmes parallèles » abritent de petits espaces carrés ou rectangulaires : porche ou chapelle d'une église, paliers d'escalier comme celui de l'hôtel d'Escoville à Caen, couloir avec mention particulière pour les galeries de la première moitié du XVIe siècle comme celles de Dampierre-sur-Boutonne avec, dans la galerie supérieure, ses caissons sculptés de symboles alchimiques. Au château de La Rochefoucauld, chaque arc diaphragme fait suite à un pilier de la galerie. Ces voûtes peuvent imiter des plafonds à caissons en bois[16].

- Les voûtes plates dallées à « arcs diaphragmes rayonnants », aussi appelés « ogives diaphragmes », se rencontrent majoritairement dans les églises normandes de la fin du XVe et du XVIe siècle. Les arcs sont pleins comme à la chapelle basse du château de Gaillon ou ajourés comme ceux des trois chapelles du chevet de l'église de la Ferté-Bernard[17],[18]

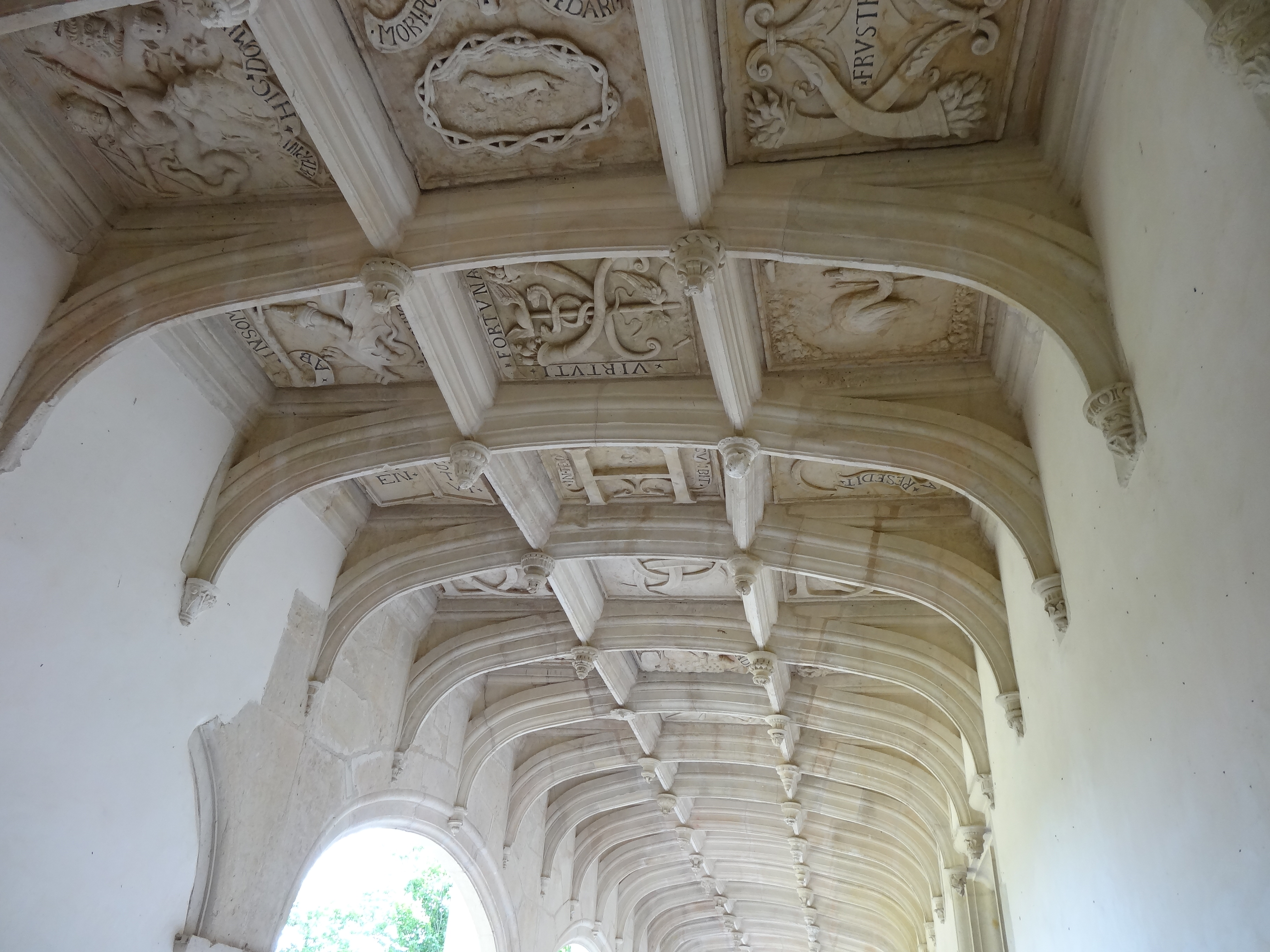
Arcs diaphragmes sous voûte plate dallée dans une galerie (Dampierre-sur-Boutonne).
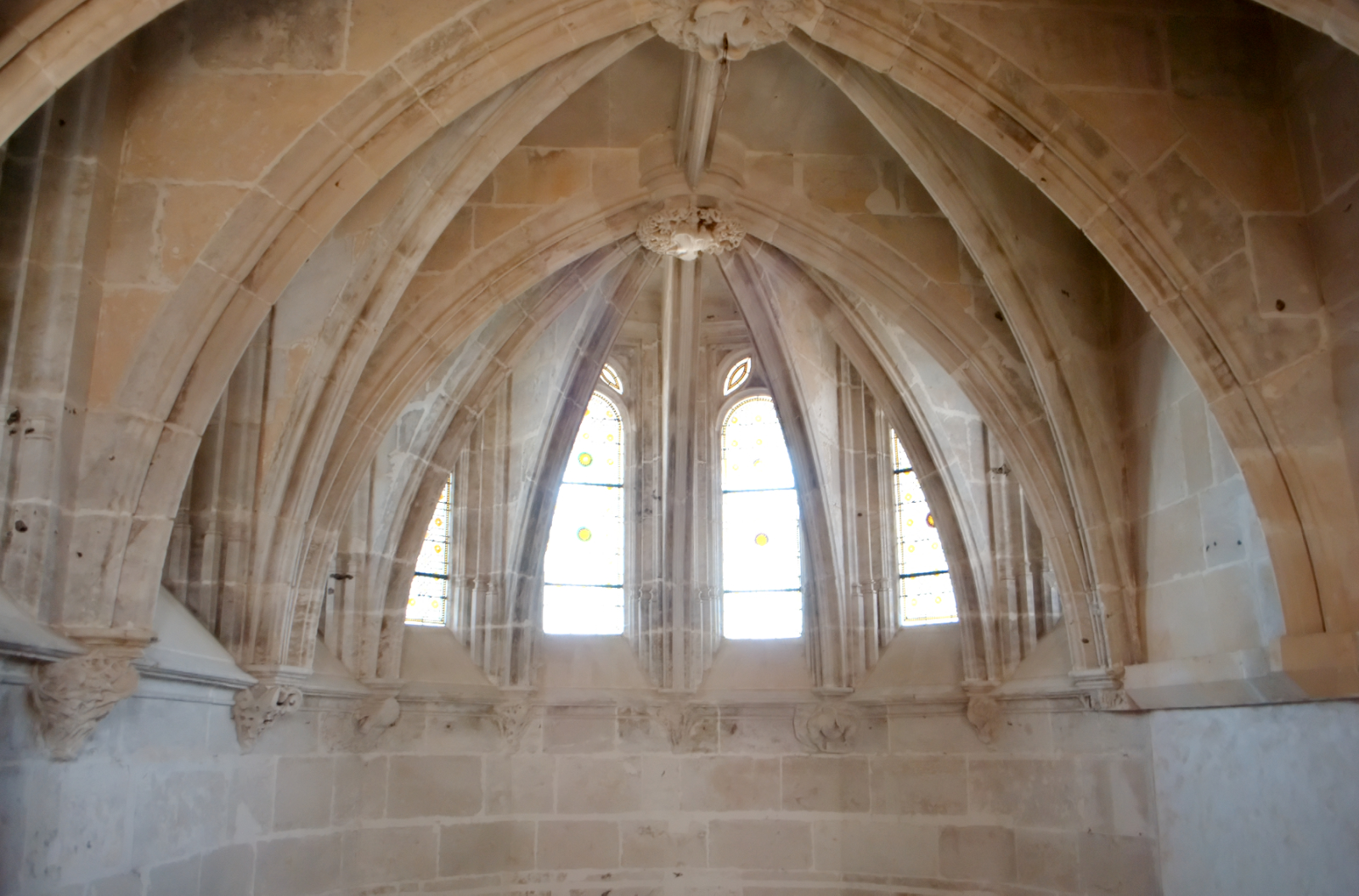
Ogives diaphragmes pleins (château de Gaillon).
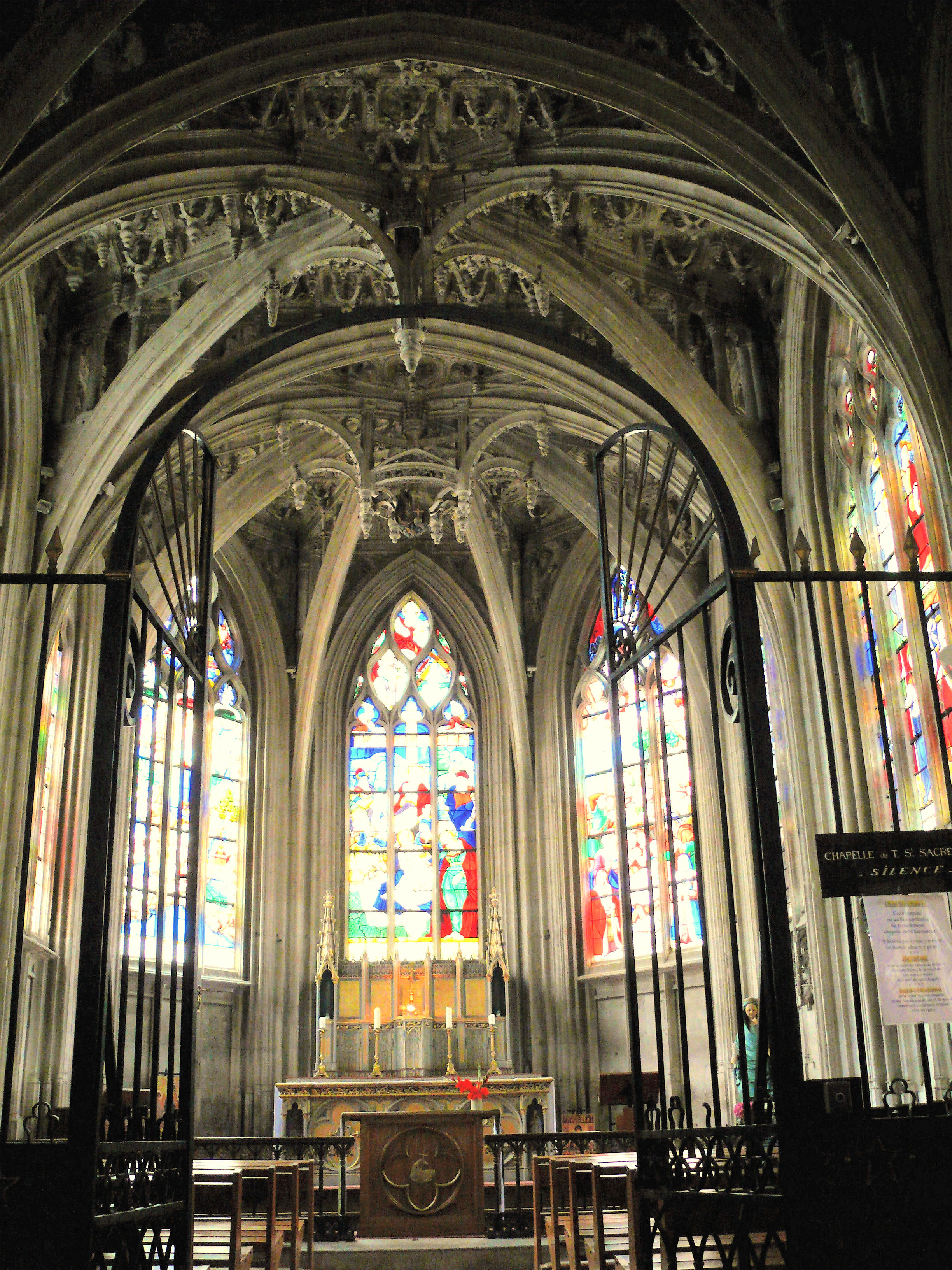
Ogives diaphragmes ajourés (La Ferté-Bernard).

### Arc triomphal
L'arc triomphal est un élément qui apparaît à l'époque carolingienne. Il sépare le chœur de la nef ou du transept. Souvent surmonté par un mur diaphragme, comme à l'Église Saint-Étienne de Vignory  ou l'Église Saint-Léger d'Ébreuil, il comporte un ou plusieurs rouleaux portés par des piliers ou des colonnes et se démarque des autres arcs, s'il y en a plusieurs, par son décor de sculptures ou de peintures représentant des scènes de la Bible ou de la vie du Christ. Sa fonction de mise en valeur de l'espace ecclésial n'éclipse pas son rôle dans le soutien et le contrôle de la poussée des murs. La portion de mur diaphragme s'amoindrit et tend à disparaître au fur et à mesure que les voûtes remplacent les plafonds.
Mais les églises de campagne qui ont conservé des plafonds de bois ont gardé aussi ces arcs qui, tout en rehaussant le prestige du chœur, servent aussi de coupe-feu ou de renforcement des murs gouttereaux

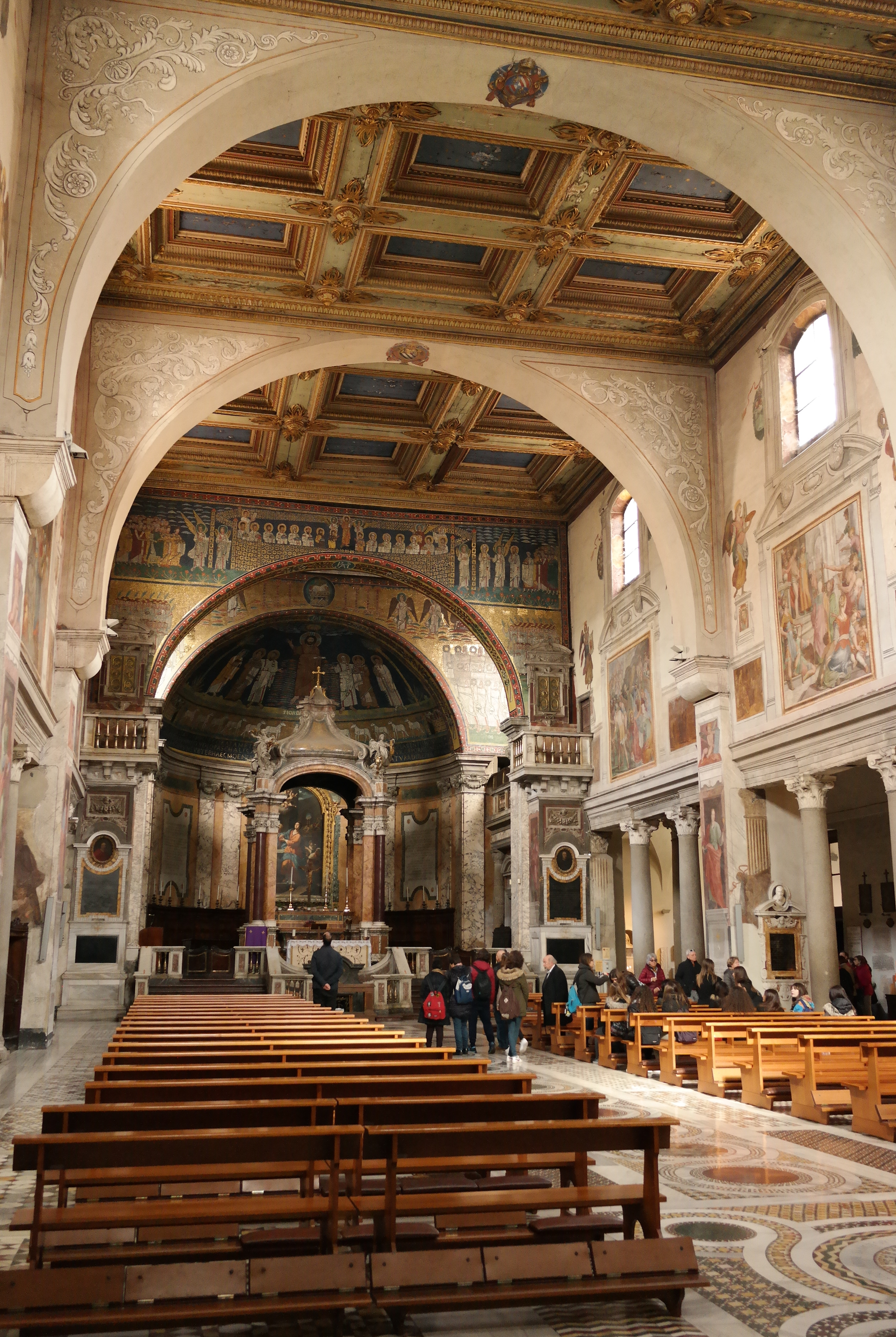
Arcs diaphragmes sous plafond, l'arc triomphal est très décoré, Saint-Prassede (Rome).
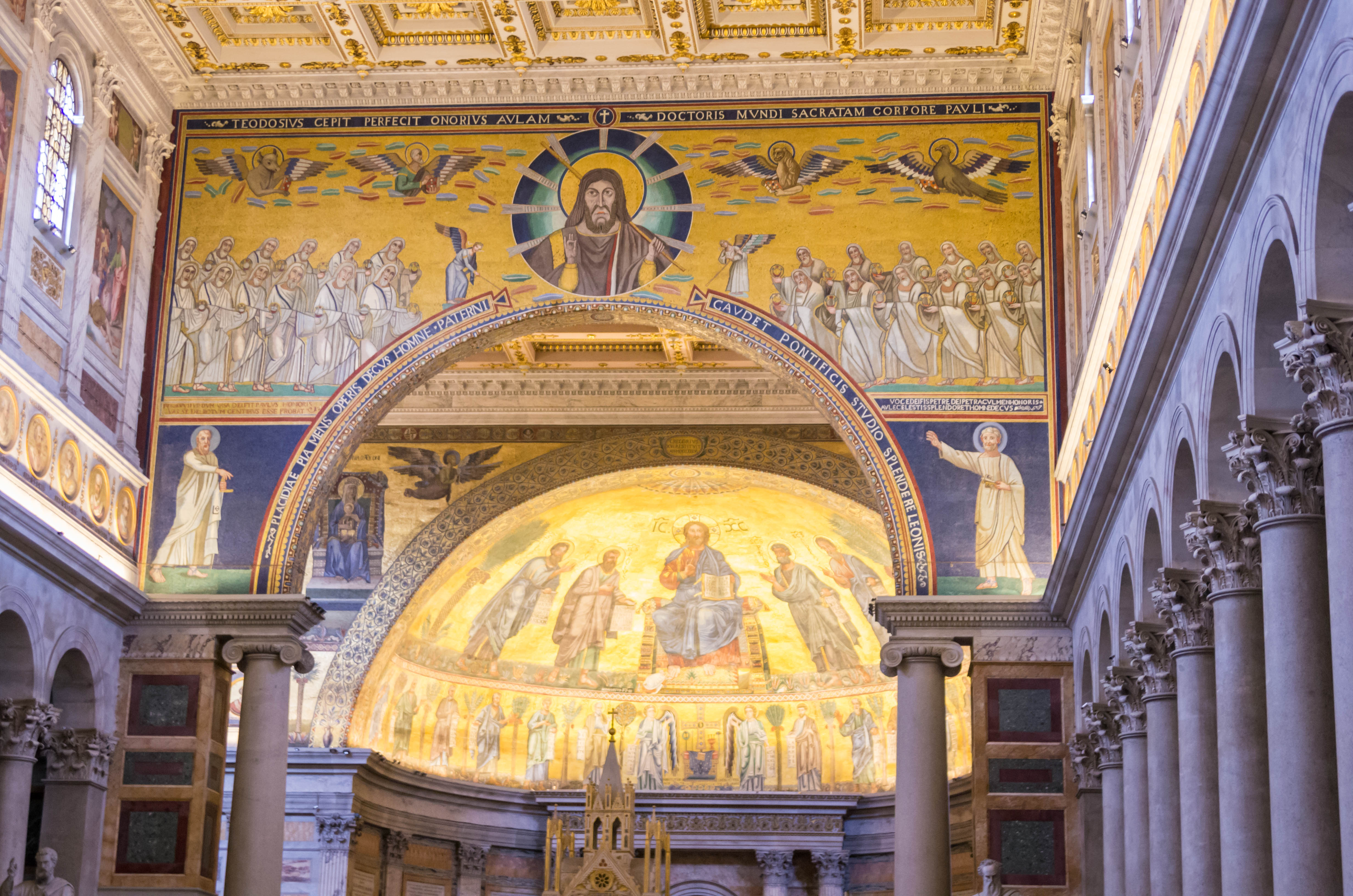
Arc triomphal, unique arc diaphragme de Saint-Paul-hors-les-Murs (Rome).
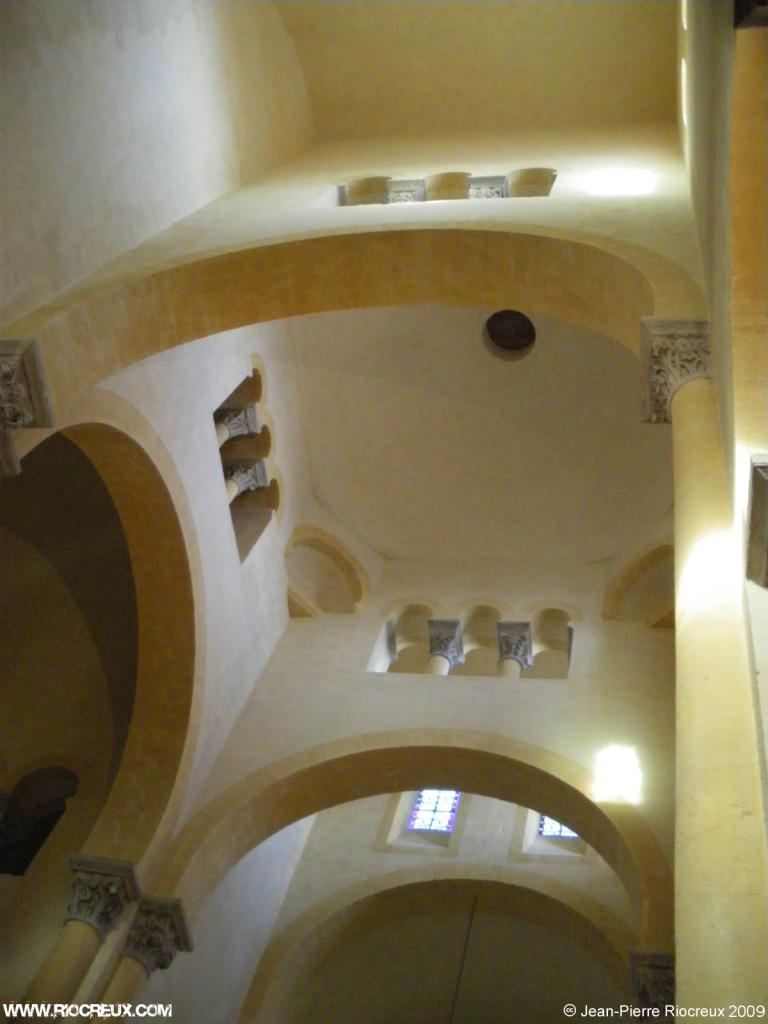
Quatre arcs de croisée de transept percés de baies à claire-voie (Puy-de-Dôme).
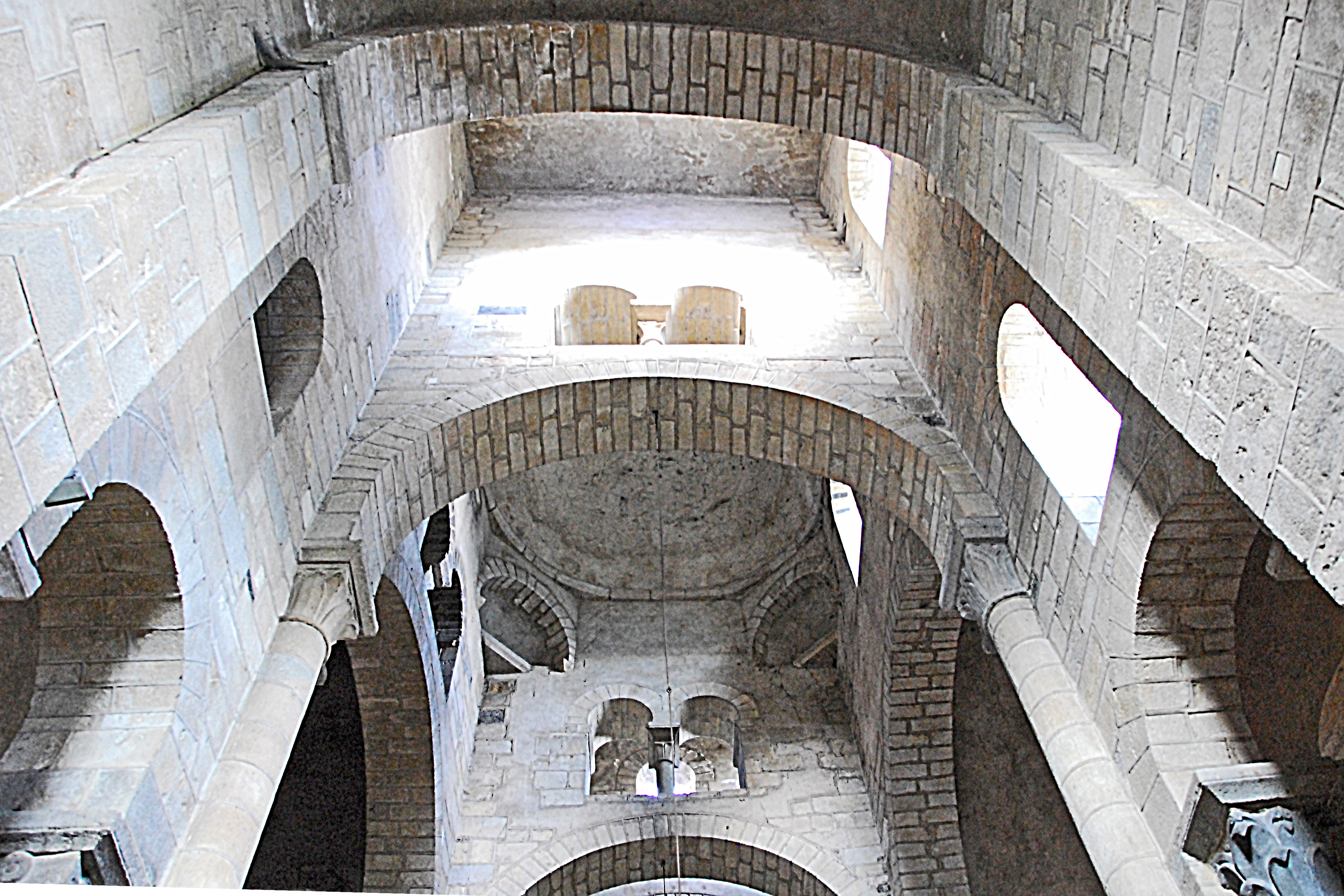
Croisée de transept aux quatre arcs diaphragmes soutenant une coupole sur trompes (Puy-de-Dôme).

### Délimitation d'une croisée de transept
Au XIe siècle, l'église Saint-Michel de Hildescheim en Allemagne offre un bel exemple d'arcs diaphragmes de l'architecture ottonienne aussi bien en croisée de transept que dans les tribunes. De nombreuses églises normandes, héritières de la même tradition sont équipées de tours-lanternes soutenues par quatre arcs diaphragmes. Certaines d'entre elles ont conservé les quatre arcs comme les églises de Bernay et  Norrey-en-Auge. D'autres les ont perdus au fil des transformations. Celle de la Trinité de Caen en a conservé deux. On remarque quelques églises qui ont encore, ou ont perdu, leurs arcs diaphragmes en croisée de transept en Bretagne, à Hillion, dans quelques édifices du Finistère, également en Alsace à Eschau.
En Auvergne, dans les églises urbaines et de nombreuses autres églises de Limagne, la croisée du transept est délimitée par de puissants arcs diaphragmes percés en hauteur de deux ou trois baies à claire-voie comme dans la tradition carolingienne. Mais les tours lanternes carolingiennes sont remplacées par des voûtes en coupole surmontées pour les églises majeures de tours octogonales.

### Soutien de voûtes en berceau transversal
À l'époque carolingienne, l'arc diaphragme a été utilisé pour séparer et soutenir des berceaux transversaux dans les tribunes de la chapelle palatine d'Aix-la-Chapelle, puis à la fin du XIe siècle dans les cinq travées de la nef centrale de l'abbaye Saint-Philibert de Tournus alors que deux des travées des bas-côtés de l'étage supérieur du narthex sont eux aussi nantis de demi-berceaux séparés par des arcs diaphragmes. L'usage de cette technique, adoptée à nouveau au XIIe siècle dans la petite église de Mont-Saint-Vincent située également en Bourgogne, ainsi que dans la travée porche de l'église de Palogneux dans la Loire, reste confidentielle,

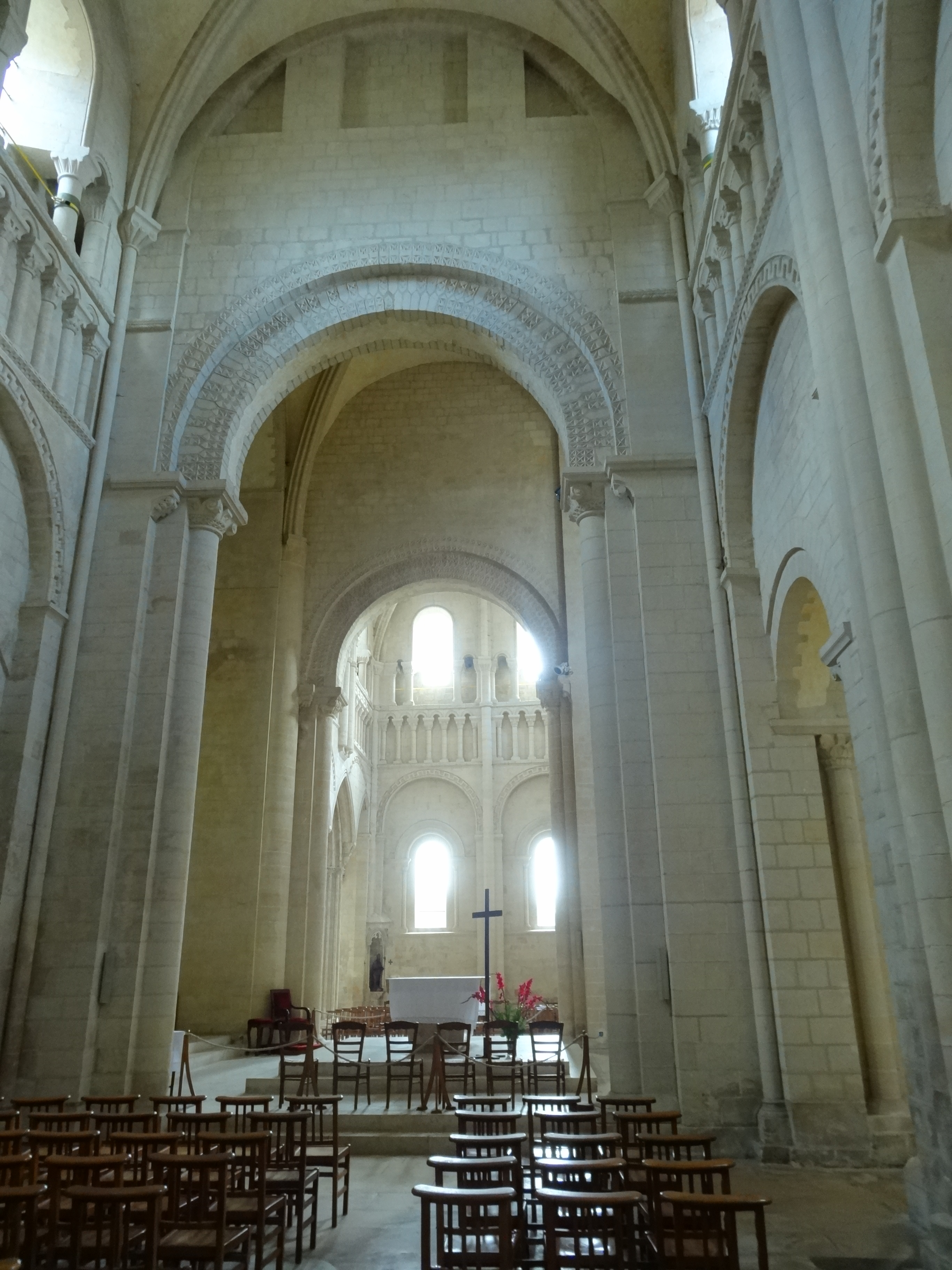
Arcs diaphragmes de croisée de transept (Caen).
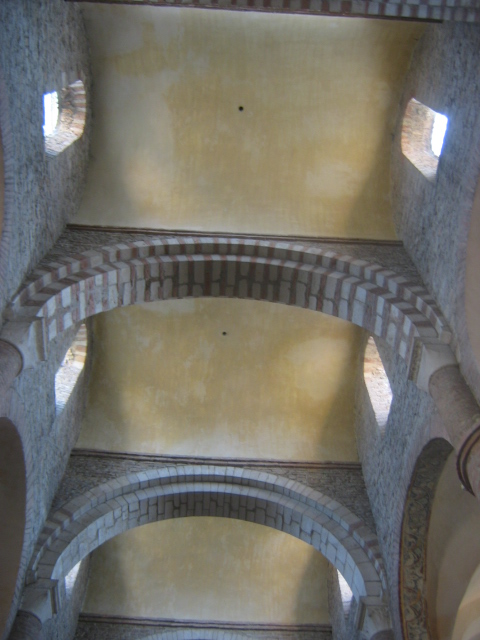
Soutien de voûte en berceau transversal (Tournus).
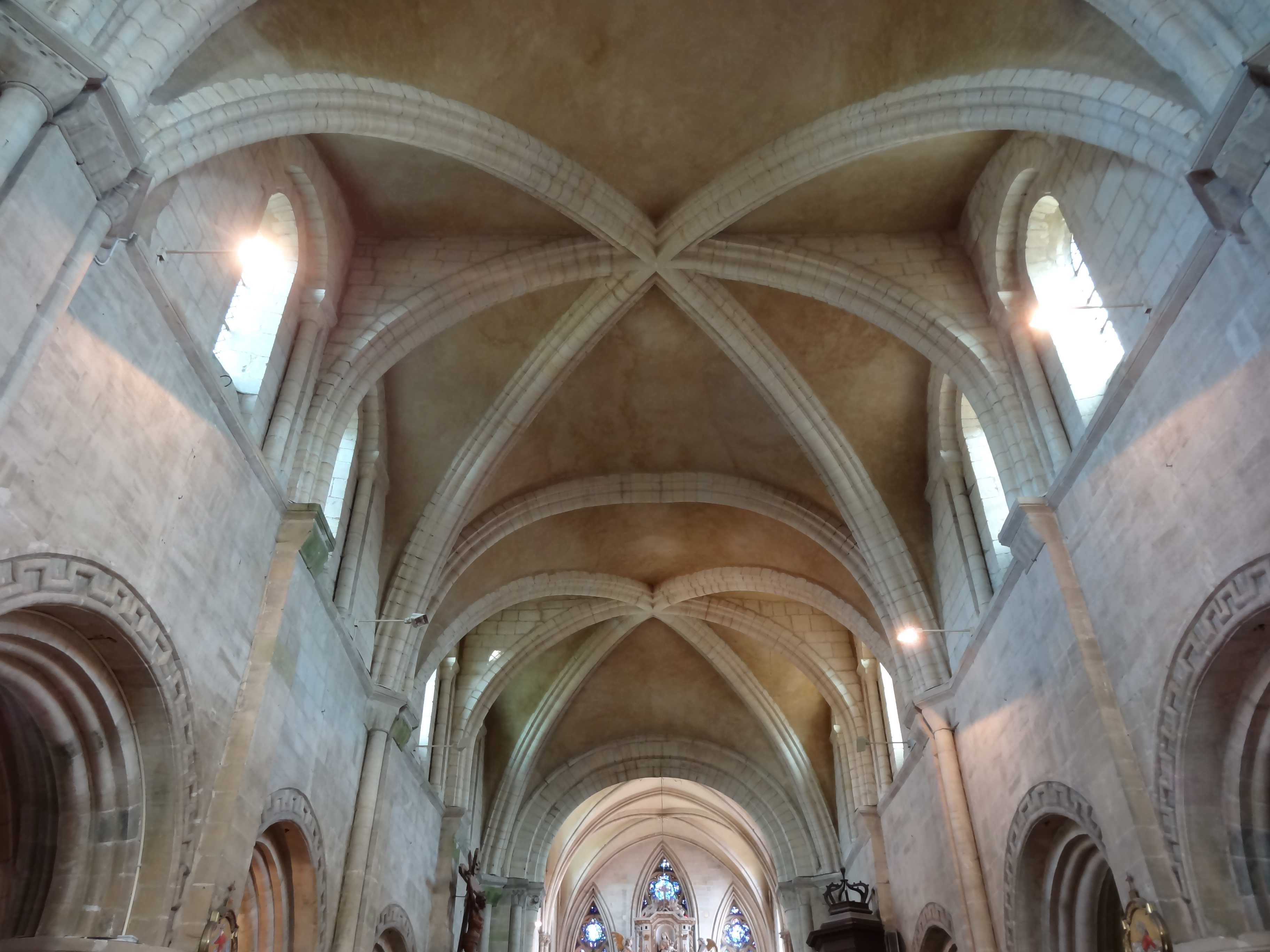
Arcs diaphragmes de fausses voûtes sexpartites (Bernières).

### Arc diaphragme dans une voûte faussement sexpartite
La voûte ne comprend que quatre voûtains mais l'arc diaphragme transversal qui s'ajoute aux deux ogives donne l'illusion d'une voûte sexpartite. Cet arc diaphragme repose sur des piliers ou des colonnes qui partent de fond, c'est-à-dire du sol mais il a le même aspect que les arcs diaphragmes supporteurs de charpente ou de voûte plate, car il porte la majeure partie du mur diaphragme sur les côtés. Cette technique de voûtement au début du XIIe siècle n'a été qu'un essai rapidement abandonné. Il n'en existe plus que trois exemples en Normandie à l'église de La Trinité, à l'église de Bernières et au prieuré de Saint-Gabriel-Brécy. L'église Saint-Samson de Ouistreham était couverte d'une voûte semblable mais l'architecte qui a restauré l'église au XIXe siècle l'a remplacée par une vraie voûte sexpartite.